# En territoire ennemi
Série
En territoire ennemi 2
(2006)
Pour plus de détails, voir Fiche technique et Distribution.
En territoire ennemi, ou Derrière les lignes ennemies au Québec (Behind Enemy Lines), est un film américain réalisé par John Moore, sorti en 2001.

## Synopsis
Pendant la guerre de Bosnie (1992-1995), le navigateur, le lieutenant Chris Burnett (Owen Wilson) et Stackhouse (Gabriel Macht) le pilote d'un F/A-18 Hornet de l'United States Navy, sont envoyés en mission de reconnaissance de l'OTAN au-dessus de l'ex-Yougoslavie. Ils prennent l'initiative de survoler la zone d'exclusion aérienne. leur avion est repéré et abattu par un missile SAM, tiré par Sacha (Vladimir Machkov). Ils parviennent à s'éjecter. Burnett est indemne mais Stackhouse, blessé à la jambe ne peut se déplacer. Burnett gravit la montagne dans le but d'émettre un message pour indiquer leur position et demander leur évacuation. Les soldats serbes localisent facilement Stackhouse, l'interrogent puis, Sacha l'exécute d'une balle dans la nuque. Burnett au loin, pousse un cri en voyant son ami se faire tuer. Les soldats serbes le prennent en chasse. Dans sa fuite, Burnett tombe dans une fosse et découvre un charnier.

## Fiche technique
Sauf indication contraire, les informations mentionnées dans cette section peuvent être confirmées par la base de données cinématographiques IMDb,  présente dans la section « Liens externes ».
- Titre original : Behind Enemy Lines
- Titre français : En territoire ennemi
- Titre québécois : Derrière les lignes ennemies
- Réalisateur : John Moore
- Scénario : Zak Penn et David Veloz, d'après une histoire de Jim Thomas et John Thomas
- Musique : Don Davis
- Direction artistique : Ivo Husnjak, Nenad Pecur et Patrick Lumb
- Décors : Nathan Crowley
- Costumes : George L. Little
- Photographie : Brendan Galvin
- Son : Gary Gegan, Matthew Iadarola
- Montage : Paul Martin Smith
- Production : John Davis

Production déléguée : Stephanie Austin et Wyck Godfrey
Coproduction : Alex Blum
- Sociétés de production[1] : Davis Entertainment, avec la participation de Twentieth Century Fox
- Distribution : 
  - États-Unis : Twentieth Century Fox
  - France : UGC Fox Distribution
  - Suisse : Fox-Warner
- Budget : 40 millions de $[2]
- Pays d'origine :  États-Unis
- Langues originales : anglais, serbo-croate, espagnol et tchèque
- Format[3] : couleur (DeLuxe) - 35 mm - 2,35:1 (Cinémascope) - son DTS | Dolby Digital
- Genre : guerre, action, drame, thriller
- Durée : 106 minutes
- Dates de sortie[4]  :
  - États-Unis, Québec[5] : 30 novembre 2001
  - Belgique : 2 janvier 2002
  - France, Suisse romande[6] : 16 janvier 2002
- Classification[7] :
  -  États-Unis : Accord parental recommandé, film déconseillé aux moins de 13 ans (PG-13 - Parents Strongly Cautioned) (certificat #38516)[Note 1].
  -  France : Tous publics (visa d'exploitation no 104176 délivré le 28 janvier 2002)[8].

## Distribution
- Owen Wilson (V.F.F. : Lionel Tua et V.F.Q. : Antoine Durand) : le lieutenant Chris Burnett, navigateur
- Gene Hackman (V.F.F. : Marc de Georgi et V.F.Q. : Jean-Marie Moncelet) : l'amiral Leslie McMahon Reigart
- Gabriel Macht (V.F.F. : Bernard Gabay et V.F.Q. : Pierre Auger) : Stackhouse, pilote
- David Keith (V.F.F. : Éric Herson-Macarel) : Master Chief Tom O'Malley
- Olek Krupa : le général Miroslav Lokar
- Joaquim de Almeida (V.F.F. : Philippe Catoire et V.F.Q. : Raymond Bouchard) : l'amiral Piquet
- Vladimir Machkov : Sacha, le traqueur tireur d'élite
- Marko Igonda : le colonel Victor Bazda
- Eyal Podell (V.F.F. : Didier Cherbuy) : l'officier Kennedy
- Geoff Pierson : l'amiral Donnelly
- Aernout Van Lynden : Aernout Van Lynden
- Sam Jaeger : un opérateur
- Peter Palka : un soldat serbe au manoir de Lokar
- Todd Boyce : Jeune officier
- Kamil Kollarik : Babic
- Salaudin Bilal : Ejup
- Laurence Mason : Brandon
- Leon Russom : Ed Burnett
- Goran Grgić : un technicien
- Ivan Urbánek : le père dans le champ de mines
- Ismet Bagtasevic : le passager musulman
- Dragan Marinkovic : Damir
- Kamil Mikulčík, Robert Franko et Lukas Hoffmann : Tigres
- Vedrana Seksan : la présentatrice serbe
- Vladimir Oktavec : Petrovic
- Dorothy Lucey : elle-même
- Charles Malik Whitfield (V.F.F. : Adrien Antoine) : Capitaine Rodway, USMC

Source V.F.F. : Voxofilm ; Source V.F.Q. : Doublage.qc.ca

## Accueil

### Critiques
En territoire ennemi a généralement reçu des critiques négatives de la part des critiques. Le site Web agrégateur de critiques Rotten Tomatoes, attribue au film une note de 33 % basée sur les avis de 130 critiques, avec une moyenne de 4,8⁄10. Le consensus dit : "Des astuces visuelles flashy font que les séquences d'action ressemblent à un jeu vidéo". Metacritic a attribué au film une note moyenne de 49⁄100 basée sur 29 avis des critiques, indiquant "des avis mitigés ou moyens".

### Box-office
Aux États-Unis, le film a engrangé plus de 18 millions de dollars de recettes dès son premier week-end, deuxième meilleur démarrage de l'année 2001. Il totalisera finalement 58 856 790 dollars de recettes sur le sol américain et 91 753 202 dollars dans le monde entier pour un budget de 40 millions de dollars.
| Pays ou région    | Box-office      | Date d'arrêt du box-office | Nombre de semaines |
| ----------------- | --------------- | -------------------------- | ------------------ |
| États-Unis Canada | 58 856 790 $    | -                          | -                  |
| France            | 133 365 entrées | -                          | -                  |
| Total mondial     | 91 753 202 $    | -                          | -                  |

## Distinctions
En 2002, En territoire ennemi a été sélectionné trois fois dans diverses catégories et a remporté une récompense.

### Récompenses
- Taurus - Prix mondiaux des cascades 2002 :
  - Prix Taureau du Meilleur travail aérien décerné à Dana Kristen Vahle, Jimmy N. Roberts et Robert Powell[Note 2].

### Nominations
- Political Film Society 2002 : nommé au Prix PFS pour l'Exposition.
- Prix des arts médiatiques Latino Américain 2002 : Meilleur scénario pour Zak Penn et David Veloz.

## Autour du film
Le film est inspiré de l'incident de Mrkonjić Grad et de l'expérience de deux hommes pour constituer celle du fictif lieutenant Chris Burnett : 
- celle du capitaine Scott O'Grady de l'USAF, dont le F-16 fut abattu le 2 juin 1995 au-dessus de la Bosnie, et qui réussit à survivre six jours avant d'être sauvé.
- celle du lieutenant Nick Richardson, pilote britannique de la Royal Navy, dont le Sea Harrier a été abattu en Bosnie en 1994.

L'hélicoptère des forces spéciales françaises est en réalité un Mil Mi-8 aux couleurs de l'Aviation légère de l'Armée de terre et non un Sud-Aviation SA330 Puma.
Le film mentionne le génocide bosniaque.

### Série de films
- 2006 : En territoire ennemi 2 (Behind Enemy Lines II: Axis of Evil) de James Dodson
- 2009 : En territoire ennemi 3 : Mission Colombie (Behind Enemy Lines: Colombia) de Tim Matheson
- 2014 : En territoire ennemi 4 : Opération Congo (SEAL Team 8: Behind Enemy Lines) de Roel Reiné